# Takydromus intermedius
Takydromus intermedius är en ödleart som beskrevs av  Leonhard Hess Stejneger 1924. Takydromus intermedius ingår i släktet Takydromus och familjen lacertider. Inga underarter finns listade i Catalogue of Life.
Denna ödla förekommer i centrala Kina i provinserna Yunnan, Sichuan, Guizhou samt Hubei och kanske i angränsande regioner av Myanmar, Laos och Vietnam. Arten lever i kulliga landskap och i bergstrakter mellan 300 och 1700 meter över havet. Takydromus intermedius vistas i skogar och i gräsmarker. Den hittas ofta i lövskiktet och den har insekter som föda. Honor lägger ägg.
För beståndet är inga hot kända. Hela populationen anses vara stabil. IUCN listar arten som livskraftig (LC).